# Progress MS-13
Progress MS-13 (ryska: Прогресс МС-13) eller som NASA kallar den, Progress 74 eller 74P, är en rysk obemannad rymdfarkost som levererade förnödenheter, syre, vatten och bränsle till Internationella rymdstationen (ISS). Den sköts upp med en Sojuz-2.1a-raket, den 6 december 2019, från Kosmodromen i Bajkonur.
Den 9 december 2019 dockade farkosten med rymdstationens Pirs modul.
Efter att ha fyllts med skräp lämnade farkosten rymdstationen den 8 juli 2020 och brann som planerat upp i jordens atmosfär några timmar senare.

### Fotnoter
1. ↑  ”NASA Space Science Data Coordinated Archive” (på engelska). NASA. https://nssdc.gsfc.nasa.gov/nmc/spacecraft/display.action?id=2019-085A. Läst 1 mars 2020.
2. ↑  Mark Garcia (9 december 2019). ”Russian Space Freighter Docks Automatically to Station” (på engelska). NASA. https://blogs.nasa.gov/spacestation/2019/12/09/russian-space-freighter-docks-automatically-to-station/. Läst 9 december 2019.